# Robston
Carlos Robston Ludgero Júnior, mais conhecido como Robston (Gama, 23 de dezembro de 1981) é um ex-futebolista brasileiro que atuava como volante e meia.

## Carreira
Robston nasceu em Gama, Distrito Federal, e começou a carreira no Sobradinho, em 1996. Teve problemas financeiros e resolveu tentar a sorte no Gama, onde se submeteu a uma peneira. Aprovado, disputou os campeonatos brasilienses de juniores em 1999 e 2000, conquistando o bicampeonato. Em 2000, subiu para a equipe principal, pela qual também conquistou o título brasiliense. As boas atuações fizeram com que fosse incluído no grupo que disputou a Copa João Havelange, em 2000.
Em 2006 chegou ao Atlético-GO. Foi emprestado ao Botafogo para substituir Leandro Guerreiro no início do Campeonato Carioca de 2008. Porém, não rendeu o esperado e foi devolvido no mesmo ano. Retornando ao clube goiano, conquistou o Goianão em 2007 e 2010, foi campeão da Série C do Campeonato Brasileiro em 2008 e participou da campanha do acesso à elite do futebol nacional em 2009. Com a camisa atleticana, disputou 231 jogos e marcou 48 gols e foi peça fundamental para a equipe escapar do rebaixamento para a Série B na última rodada, sendo um dos principais jogadores do time.
Depois disso Róbston sumiu nas vésperas do clássico contra o Goiás e quando apareceu disse que não vestiria mais a camisa do dragão  por querer jogar em um time maior.Mesmo tendo sido um ídolo do atlético a torcida do mesmo ficou extremamente frustrada e queimou a bandeira com a foto dele durante um jogo.
Em 4 de março de 2011, acertou sua transferência para Atlético-PR por empréstimo, depois de ter ficado em stand by no Atlético-GO.
Em 2011, foi novamente emprestado, desta vez para o Sport. No início de 2012, chegou ao Vitória, onde disputou pouquíssimas partidas, rescindindo seu contrato no final de maio. Robston então retornou ao Atlético-GO para definir seu futuro.
Em 1º de junho, o Ceará anunciou o acerto do jogador até o final do ano. No dia 29 de outubro de 2012, após o fracasso na Série B de 2012, Robston teve seu contrato rescindido e com futuro indefinido. Após desligar-se do Ceará, retornou ao Atlético-GO para a temporada 2013. Marcou dois gols na goleada por 7 a 0 sobre o Cametá, do Pará, resultado que garantiu o Atlético na fase seguinte da competição.
Rescindiu o contrato com o Atlético Goianiense e acertou com o rival Vila Nova. Em 6 de fevereiro de 2014 a CBF anunciou que o exame antidopagem de Robston, realizado em 2 de novembro de 2013, foi positivo para a substância benzoilmetilecgonina.
Em agosto de 2016, após anos no Vila Nova, onde se tornou ídolo da torcida[carece de fontes?], Robston foi contratado pelo Cuiabá para reforçar a equipe na disputa da série C.
Dois meses depois, após curta passagem no Cuiabá, foi anunciado como reforço do Botafogo-PB para a temporada 2017.
Encerrou a carreira em 2019.
Atualmente é comentarista esportivo na Rádio Bandeirantes de Goiânia.

## Estatísticas
Até 6 de fevereiro de 2014.
| Clube                 | Temporada         | Campeonato nacional | Campeonato nacional | Copa nacional[a] | Copa nacional[a] | Competições continentais[b] | Competições continentais[b] | Campeonatos Estaduais[c] | Campeonatos Estaduais[c] | Total | Total |
| Clube                 | Temporada         | Jogos               | Gols                | Jogos            | Gols             | Jogos                       | Gols                        | Jogos                    | Gols                     | Jogos | Gols  |
| --------------------- | ----------------- | ------------------- | ------------------- | ---------------- | ---------------- | --------------------------- | --------------------------- | ------------------------ | ------------------------ | ----- | ----- |
| Atlético Goianiense   | 2009              | 35                  | 7                   | —                | —                | —                           | —                           | —                        | —                        | 35    | 7     |
| Atlético Goianiense   | 2010              | 32                  | 5                   | 8                | 4                | —                           | —                           | —                        | —                        | 40    | 9     |
| Atlético Goianiense   | 2011              | —                   | —                   | —                | —                | —                           | —                           | 3                        | 0                        | 3     | 0     |
| Atlético Goianiense   | Total             | 67                  | 12                  | 8                | 4                | —                           | —                           | 3                        | 0                        | 78    | 16    |
| → Atlético Paranaense | 2011              | 5                   | 0                   | 4                | 0                | 2                           | 0                           | 8                        | 0                        | 19    | 0     |
| → Atlético Paranaense | Total             | 5                   | 0                   | 4                | 0                | 2                           | 0                           | 8                        | 0                        | 19    | 0     |
| → Sport               | 2011              | 10                  | 1                   | —                | —                | —                           | —                           | —                        | —                        | 10    | 1     |
| → Sport               | Total             | 10                  | 1                   | —                | —                | —                           | —                           | —                        | —                        | 10    | 1     |
| → Vitória             | 2012              | —                   | —                   | —                | —                | —                           | —                           | 5                        | 0                        | 5     | 0     |
| → Vitória             | Total             | —                   | —                   | —                | —                | —                           | —                           | 5                        | 0                        | 5     | 0     |
| → Ceará               | 2012              | 13                  | 0                   | —                | —                | —                           | —                           | —                        | —                        | 13    | 0     |
| → Ceará               | Total             | 13                  | 0                   | —                | —                | —                           | —                           | —                        | —                        | 13    | 0     |
| Atlético Goianiense   | 2013              | 5                   | 0                   | 3                | 2                | —                           | —                           | 20                       | 2                        | 28    | 4     |
| Atlético Goianiense   | Total             | 5                   | 0                   | 3                | 2                | —                           | —                           | 20                       | 2                        | 28    | 4     |
| Vila Nova             | 2013              | 16                  | 1                   | —                | —                | —                           | —                           | —                        | —                        | 16    | 1     |
| Vila Nova             | 2014              | 0                   | 0                   | —                | —                | —                           | —                           | 5                        | 1                        | 5     | 1     |
| Vila Nova             | 2015              | 21                  | 1                   | —                | —                | —                           | —                           | 0                        | 0                        | 21    | 1     |
| Vila Nova             | 2016              | 0                   | 0                   | —                | —                | —                           | —                           | 0                        | 0                        | 0     | 0     |
| Vila Nova             | Total             | 37                  | 2                   | —                | —                | —                           | —                           | 5                        | 1                        | 42    | 3     |
| Total na carreira     | Total na carreira | 137                 | 15                  | 14               | 6                | 2                           | 0                           | 41                       | 3                        | 195   | 24    |

- a. ^ Incluindo jogos da Copa do Brasil.
- b. ^ Incluindo jogos da Copa Sul-Americana.
- c. ^ Incluindo jogos do Campeonato Estadual.

## Títulos
Gama
- Campeonato Brasiliense: 2001, 2003

Brasiliense
- Campeonato Brasiliense: 2004, 2005, 2006
- Campeonato Brasileiro Série B: 2004

Atlético-GO
- Campeonato Goiano: 2011

Vila Nova
- Campeonato Goiano - Segunda Divisão: 2015
- Campeonato Brasileiro - Série C: 2015